# Verlengde gedraaide vijfhoekige koepelrotonde
Een verlengde gedraaide vijfhoekige koepelrotonde is in de meetkunde het johnsonlichaam J41. Deze ruimtelijke figuur kan worden geconstrueerd door een vijfhoekige koepel J5 en een vijfhoekige rotonde J6 met hun congruente grondvlakken op het grond- en bovenvlak van een decagonaal prisma te plaatsen en ze 36° ten opzichte van elkaar te draaien. Hetzelfde geldt voor een verlengde vijfhoekige orthogonale koepelrotonde J40, maar het verschil is dat de koepel en de rotonde daarin 36° verschillend ten opzichte van elkaar zijn gedraaid.
De 92 johnsonlichamen werden in 1966 door Norman Johnson benoemd en beschreven.
- (en)  MathWorld. Elongated Pentagonal Gyrocupolarotunda